# Parti démocrate (Chypre du Nord)
Pour les articles homonymes, voir Parti démocrate.
Le Parti démocrate (en turc : Demokrat Parti, abrégé en DP) est un parti politique de Chypre du Nord, de type conservateur. Son leader est Serdar Denktaş le fils de l'ancien président Rauf Denktaş.
Aux élections législatives de 2005, il remporte 13,5 % des voix et 6 députés sur 50. À celles d'avril 2009, il remporte 5 députés et Aux élections législatives de 2013, il remporte 8 députés.

## Leaders du parti
- Hakkı Atun (30 juillet 1992 - 16 août 1996)
- Serdar Denktaş (16 août 1996 - 30 novembre 2019)
- Fikri Ataoğlu (depuis le 30 novembre 2019)